# Fritz Vüllers
Valentin Friedrich (Fritz) Vüllers (* 28. Januar 1861 in Düsseldorf; † 14. Januar 1929 in Aachen) war ein preußischer Geheimer Regierungsrat und Landrat.

## Leben
Fritz Vüllers war ein Sohn des königlichen Landgerichtsrats Friedrich Vüllers († 5. Februar 1863 in Düsseldorf) und dessen zweiter Ehefrau Maria, geb. Lossen († 12. Oktober 1908). Nach dem Besuch des Görres-Gymnasiums (Düsseldorf) und der abgelegten Reifeprüfung 1880 absolvierte er in Straßburg und Berlin ein Studium der Rechts- und Staatswissenschaften. Nach der am 14. Juli 1883 abgelegten Ersten Juristische Prüfung wurde er (nach Vereidigung am 20. Juli 1883) ab dem 1. August 1883 Gerichtsreferendar beim Landgericht Düsseldorf bzw. bei den Amtsgerichten Gerresheim und Düsseldorf. Nach der Ernennung zum Regierungsreferendar am 29. September 1885 war er bei den Regierungen Düsseldorf und Königsberg tätig, bevor er am 2. Juni 1888 die Große Staatsprüfung ablegte. Am 13. Juni 1888 wurde er Regierungsassessor mit Beschäftigung bei der Regierung Breslau und am 17. Mai 1892 wurde er zum kommissarischen Landrat des Kreises Jülich ernannt. Die definitive Ernennung erfolgte am 14. Februar 1893 und die Amtseinführung am 18. März 1893. Zum Geheimen Regierungsrat wurde er am 10. Januar 1912 befördert. Auf eigenes Nachsuchen vom 10. August 1923 wurde er mit Erlass vom 23. August 1923 ab dem 4. Juli 1923 in den Ruhestand verabschiedet. Von 1907 bis 1918 war er Mitglied im Provinziallandtag der Rheinprovinz. 

## Auszeichnungen
- 1905: Roter Adlerorden 4. Klasse

## Familie
Fritz Vüllers heiratete am 18. Juni 1894 in Jülich Helene Brügman († nach 1929), Tochter des Bergwerks- bzw. Gutsbesitzers (Mariawald bei Jülich) Heinrich Leonhard Brügman zu Dortmund († 10. Dezember 1893) und dessen Ehefrau Marie, geborene Doerts.